# 西結村
西結村（にしむすぶむら）は、かつて岐阜県安八郡に存在した村である。
現在の安八郡安八町西結、および大垣市の一部に該当する。

## 歴史
- 地名の「結」は結神社に由来する[3]。
- 江戸時代末期、美濃国安八郡西結村であった。
- 旧高旧領取調帳によると、1868年（明治元年）時点で幕府領大垣藩預地であった。

### 年表
- 1889年（明治22年）7月1日 - 町村制により西結村が発足。
- 1897年（明治30年）4月1日 - 東結村と合併し、結村が発足。同日西結村廃止。

## 交通

### 鉄道
- 東海道線（通過のみ）

## 学校
- 西結東結村組合結小学校（現・安八町立結小学校）

## 神社・仏閣
- 結神社[注釈 2]